# Root nameserver
Nell'ambito della rete Internet, un root nameserver è un server DNS che risponde alle richieste di risoluzione dei nomi riguardanti il namespace del dominio principale (detto root, radice). Il suo compito è quello di reindirizzare le richieste relative a ciascun dominio di primo livello (top-level domain, TLD) ai nameserver propri di quel TLD.

## Meccanismo di risoluzione nel namespace root
Quando un computer richiede al sistema DNS la risoluzione di un nome di dominio, ovvero la conversione di un nome simbolico nel corrispondente indirizzo IP, viene analizzato il nome di dominio da destra verso sinistra, chiedendo a ciascun nameserver di fornire informazioni soltanto sull'elemento che si trova a sinistra dell'ultimo punto.
Occorre quindi precisare che tutti i nomi di dominio esistenti su Internet in realtà terminano con un . (punto): a rigore, dunque, Wikipedia appartiene al dominio "wikipedia.org." (prova) Il punto finale è implicito; i moderni software di gestione del DNS non richiedono che venga specificato espressamente per risolvere il nome di dominio. La stringa vuota che segue il punto finale è chiamata "dominio radice" (DNS root zone); tutti i domini di primo livello, sia quelli individuali dei singoli paesi (.us, .uk, .it ecc.) che i suffissi non geografici (.com, .org, .net ecc.), appartengono a questo dominio.
I root nameserver sono i server responsabili (in inglese "authoritative servers", ossia server autorevoli, dotati di autorità) per quanto riguarda il dominio "."; possiedono infatti l'elenco dei server responsabili per ognuno dei domini di primo livello riconosciuti, e lo forniscono in risposta a ciascuna richiesta.
Ciascun dominio di primo livello (ad es. .org) possiede a sua volta un gruppo di server definiti autorevoli, che a loro volta delegano una parte di autorità ai nameserver responsabili di ciascun dominio di secondo livello (ad es. wikipedia.org). Questi ultimi rispondono alle interrogazioni sugli indirizzi IP relative ai sottodomini o ai singoli host (ad es. www.wikipedia.org). Anche se i nomi di dominio sono spesso a tre livelli, nulla vieta di avere host corrispondenti a nomi di secondo livello (wikipedia.org) o a livelli più elevati (www.italia.gov.it): la richiesta avviene comunque sempre allo stesso modo, interrogando ricorsivamente i vari nameserver.
Inoltre dal 4 febbraio 2008 è iniziato l'inserimento dei primi indirizzi IPv6 nel sistema di risoluzione dei nomi.

## Utilità e carico dei root nameserver
Al momento tutte le query al sistema DNS su Internet richiedono l'esistenza dei root nameserver, per cui essi costituiscono un elemento critico dell'infrastruttura. Da essi dipende non solo l'accessibilità dei siti web ma anche, attraverso i record MX, l'instradamento della posta elettronica. L'importanza del funzionamento dei nameserver è tale da essere stati oggetto di attacchi di tipo denial of service da parte di alcuni virus. Per tali motivi e per alleggerirne il carico di lavoro ne esistono diversi, situati in vari luoghi e sotto l'autorità di varie organizzazioni: tale distribuzione è però stata oggetto di polemiche per la centralità che ancora rivestono gli Stati Uniti d'America, e in particolare le istituzioni governative del Paese, nella gestione di una infrastruttura critica per l'intera Internet mondiale.
Nella pratica, la maggior parte delle informazioni fornite dai root nameserver non cambia molto spesso, e viene memorizzata in varie cache da una gerarchia di server DNS, cui si rivolgono i singoli computer prima di interrogare i nameserver principali; anzi, quando viene fatta una richiesta di informazioni la risposta contiene anche l'informazione su per quanto tempo essa può essere ritenuta valida, proprio per rendere le richieste di risoluzione DNS ai root nameserver relativamente rare.
Purtroppo, su Internet esistono una certa quantità di sistemi non correttamente configurati, che generano la maggior parte del traffico verso i root nameserver. Ad esempio, accade che arrivino ai nameserver principali delle richieste di risoluzione di nomi con indirizzo di provenienza impostato a 0.0.0.0 (corrispondente a dovunque e in qualsiasi posto), e capita che semplici computer desktop mal configurati tentino di aggiornare i dati contenuti nei nameserver principali. Per un elenco di casi curiosi in proposito, si veda l'articolo Bogus Queries nei collegamenti esterni di questa voce.

## Elenco dei root nameserver
Al marzo 2007 esistevano 13 nomi di root nameserver, di forma lettera.root-servers.net, dove lettera può assumere i valori da A ad M. Alcuni di essi, già esistenti da tempo, avevano un altro nome prima che venisse stabilita la convenzione di nomenclatura attualmente vigente.
| Lettera | Vecchio nome     | Indirizzo IPv6      | Indirizzo IPv4 | Operatore                                                    | Luogo geografico                    |
| ------- | ---------------- | ------------------- | -------------- | ------------------------------------------------------------ | ----------------------------------- |
| A       | ns.internic.net  | 2001:503:ba3e::2:30 | 198.41.0.4     | VeriSign                                                     | Dulles, Virginia, USA               |
| B       | ns1.isi.edu      | 2001:500:200::b     | 199.9.14.201   | USC Information Sciences Institute                           | Marina del Rey, California, USA     |
| C       | c.psi.net        | 2001:500:2::c       | 192.33.4.12    | Cogent                                                       | distribuito in anycast              |
| D       | terp.umd.edu     | 2001:500:2d::d      | 199.7.91.13    | University of Maryland                                       | College Park, Maryland, USA         |
| E       | ns.nasa.gov      | 2001:500:a8::e      | 192.203.230.10 | NASA                                                         | Mountain View, California, USA      |
| F       | ns.isc.org       | 2001:500:2f::f      | 192.5.5.241    | ISC                                                          | distribuito in anycast              |
| G       | ns.nic.ddn.mil   | 2001:500:12::d0d    | 192.112.36.4   | NIC del DoD USA                                              | Vienna, Virginia, USA               |
| H       | aos.arl.army.mil | 2001:500:1::53      | 198.97.190.53  | U.S. Army Research Lab                                       | Poligono di Aberdeen, Maryland, USA |
| I       | nic.nordu.net    | 2001:7fe::53        | 192.36.148.17  | Autonomica Archiviato il 1º maggio 2001 in Internet Archive. | distribuito in anycast              |
| J       | –                | 2001:503:c27::2:30  | 192.58.128.30  | VeriSign                                                     | distribuito in anycast              |
| K       | –                | 2001:7fd::1         | 193.0.14.129   | RIPE NCC                                                     | distribuito in anycast              |
| L       | –                | 2001:500:9f::42     | 199.7.83.42    | ICANN                                                        | Los Angeles, California, USA        |
| M       | –                | 2001:dc3::35        | 202.12.27.33   | Progetto WIDE                                                | distribuito in anycast              |

Al momento non è possibile aggiungere altri nomi di server, a causa di un problema di ottimizzazione del protocollo: un pacchetto UDP deve poter contenere tutti i nomi dei server e con un quattordicesimo nome si supererebbe la dimensione massima del pacchetto.
Il quattordicesimo server DNS fisico è stato aggiunto nel gennaio 2004 da RIPE NCC come nuova istanza di K.root-servers. Da quella data, la maggior parte dei root nameserver si trova fisicamente, anche se non formalmente, al di fuori degli Stati Uniti.
Oggi i server C, F, I, J, K ed M corrispondono ciascuno a diversi computer fisici, situati in diversi continenti e in grado di fornire un servizio decentralizzato mediante annunci anycast.
La mappa citata nei collegamenti esterni conta (al 4 maggio 2020) 1091 server fisici, tra cui cinque a Milano, quattro a Torino, cinque a Roma, due a Firenze, uno a Napoli e uno a Palermo.

## Namespace alternativi
Nel tempo sono stati sviluppati diversi sistemi di namespace alternativi, con un proprio insieme di root nameserver in contrapposizione a quelli citati sopra, con motivazioni 'politiche' (relative al controllo dei namespace) o commerciali (uso di domini di primo livello non riconosciuti dall'ICANN). Generalmente questi ultimi sfruttano i root nameserver "ufficiali" per le informazioni sui domini da essi gestiti e aggiungono al namespace principale altri domini di primo livello "personalizzati", ad esempio ".sex" o ".biz". Si veda la voce DNS root alternativi per ulteriori informazioni.